# Thoracochromis wingatii
Thoracochromis wingatii är en fiskart som först beskrevs av George Albert Boulenger 1902.  Thoracochromis wingatii ingår i släktet Thoracochromis och familjen Cichlidae. IUCN kategoriserar arten globalt som otillräckligt studerad. Inga underarter finns listade i Catalogue of Life.